# Soum de Nère
Soum de Nère – szczyt górski położony we francuskiej części Pirenejów, w departamencie Pireneje Wysokie, na terenie gminy Saligos.